# 中島利一郎
中島 利一郎（なかしま りいちろう、1884年〈明治17年〉1月2日 - 1959年〈昭和34年〉1月6日）は日本の東洋比較言語学者。国士舘大学教授。雑誌『中央史壇』で小谷部全一郎を痛罵したことで知られる。

## 人物
福岡県御笠郡水城村（現・太宰府市）に生まれる。筆名は筑水（筑前水城村に由来する）。
中野正剛、緒方竹虎（朝日新聞主筆、副総理）、藤井甚太郎らと同窓で、鳥居龍蔵、森鷗外らとも終生交友が続いた。
世事に疎く、経済的才能に乏しく、生涯つましい学究生活に徹したという。雑誌『中央史壇』で小谷部全一郎説を徹底的に否定した。

## 経歴
- 1904年（明治37年） 福岡県立中学修猷館卒業
- 1909年（明治42年） 早稲田大学英文科卒業。早稲田大学出版部外員として『通俗二十一史』の編纂を企画しその校訂に当たる。
- 1910年（明治43年） 黒田侯爵家記録編集室編集局に編纂主任として勤務
- 1923年（大正12年） 宮内省臨時編集局に勤務し『明治天皇紀』編纂執筆に従事
- 1933年（昭和8年）　『明治天皇紀』完成により宮内省退官後、帝室博物館嘱託となり博物館史編纂、列品解説等を担任。
- 1940年（昭和15年） 帝室博物館退職。財団法人日本学研究所に指導員として勤務。
- 1945年（昭和20年） 国士舘専門学校（現国士舘大学）教授
- 他、PL教団教学部顧問など歴任
- 1959年（昭和34年） 日本通運東京病院で直腸癌のため死去（読売新聞1月8日朝刊）。75歳没。

## 著書

### 単著
- 『山県大弍と吾嬬森』山県大弍先生遺徳顕彰会、1935年7月。全国書誌番号:47023568。
- 『東洋言語学の建設』古今書院、1941年6月。 NCID BN04622620。全国書誌番号:46024191 全国書誌番号:60012836。
- 『卑語考』雄山閣、1957年11月。 NCID BN09307256。全国書誌番号:58000432。
  - 『ふんどし考 性言葉のみなもと』（改題3版）雄山閣、1959年11月。 NCID BA33527199。全国書誌番号:60000187。
  - 『卑語の起源 ―日本性語志―』雄山閣出版、1967年6月。 NCID BN09755257。全国書誌番号:67009571。
- 『日本地名学研究』日本地名学研究所〈地名学選書〉、1959年10月。 NCID BN0997769X。全国書誌番号:60001480。
- 『武蔵野の地名』新人物往来社、1976年10月。 NCID BN08759922。全国書誌番号:73014109。

### 編集
- 『菅原道真言行録』内外出版協会〈偉人研究 第65編〉、1910年12月。 NCID BA43078706。全国書誌番号:40018521。

### 校訂
- 沼田頼輔『紋章の研究』創元社〈創元選書 42〉、1940年5月。 NCID BN11846672。全国書誌番号:46074662 全国書誌番号:64000191。

## 学術誌
- 『武蔵野』
- 『総合詩歌』
- 『短歌芸術』